# 창수초등학교 (경기)
창수초등학교(蒼水初等學校)는 대한민국 경기도 포천시에 있는 공립 초등학교이다.

## 학교 연혁
- 1946년 4월 1일: 창수국민학교 설립인가

## 소장 문화재
조영원 선생 공적비는 경기도 포천시 창수면 추동리, 창수초등학교 내에 있다. 독립지사 조영원을 기리기 위해 세운 비석이다. 1986년 4월 9일 포천시의 향토유적 제24호로 지정되었다.

## 참고 자료
- 창수초등학교 - 한국교육학술정보원 학교알리미